# Зоран Ђинђић (позоришна представа)
Зоран Ђинђић је српска позоришна представа и ауторски пројекат хрватског драматурга Оливера Фрљића из 2012. године. Конципирана као критика политичке елите Србије и пасивности просечног грађанина након атентата на Зорана Ђинђића, представа је поделила критичко мишљење због свог антагонистичког става према црквеним поглаварима, глумцима који су одбили улоге у представи, патриотама и челницима (у том тренутку владајуће) Демократске странке. Један критичар је описао гледање представе као да: „представа, уместо суда, саслушава Војислава Коштуницу.” Кокан Младеновић, тадашњи управник „Атељеа 212” поднео је оставку након премијере представе, услед незадовољства глумачког ансамбла Атељеа. У каснијем интервјуу, Младеновић је рекао: „Мој се мандат завршио премијером представе Зоран Ђинђић Оливера Фрљића и реакцијом на ту представу — од ансамбла до политичког естаблишмента.”
Упркос критици, представа Зоран Ђинђић је била јако успешна и освојила је Гран при „Мира Траиловић” на 47. годишњем фестивалу Битеф. Након премијере 18. маја 2012. године у позоришту „Атеље 212,” током фестивала „Муцијеви дани” представа је одиграна још четрдесет пута пре затварања, и доживела је успех на немачком Wiesbaden Biennale фестивалу.

## Постава
- Душко Радовић
- Феђа Стојановић
- Бранислав Трифуновић
- Иван Јевтовић
- Владислав Михаиловић
- Тања Петровић
- Милан Марић
- Милош Тимотијевић
- Тамара Крцуновић

## Настанак
Рад на драмском тексту представе, Оливер Фрљић је започео у фебруару или марту 2012. године. Нетипичну, квазидокументарну структуру представе, Фрљић је постигао комбиновањем историјских и неисторијских чињеница. Фрљић је за потребе представе интервјуисао људе који су Зорану Ђинђићу били блиски или који су његов живот и рад касније истраживали, између осталог: Милоша Васића, Владимира „Бебу” Поповића, Ружицу Ђинђић и Борку Павићевић. Од чланова Демократске странке, на разговор са Фрљићем пристала је само Гордана Чомић.